# شبه جزيرة فالديه
شبه الجزيرة فالديس (بالإسبانية: Península Valdés) هي شبه جزيرة على ساحل المحيط الأطلسي في مقاطعة فيدما في شمال شرق إقليم تشوبوت في الأرجنتين. تبلغ مساحتها 3,625 كيلومتر مربع، وهو محمية طبيعية هامة أدرجت ضمن قائمة مواقع التراث العالمي في الأمريكتين لليونسكو في عام 1999.

## الجغرافيا
أقرب بلدة كبيرة بويرتو مادرين. وهي البلدة الوحيدة في شبه الجزيرة هو مستوطنة صغيرة من بويرتو بيراميديس. وهناك بعض العقارات الزراعية حيث ترعى الأغنام.
معظم شبه الجزيرة هي أراض قاحلة مع بعض البحيرات المالحة. وأكبر هذه البحيرات وعلى ارتفاع حوالي 40 مترا تحت مستوى سطح البحر وقد اعتبرت أدنى بقعة في الأرجنتين وأميركا الجنوبية حتى وقت قريب. (أدنى نقطة التي لاجونا ديل الكربون في الأرجنتين).

## الحيوانات
يوجد على هذا الساحل العديد من الثدييات البحرية مثل أسد البحر والفقمات كما يمكن أن توجد الحيتان الصائبة الجنوبية بالقرب من خليج سان جوزيف وخليج نويفي. وتأتي هذه الحيتان ما بين ديسمبر ومايو من كل عام إلى هذه المنطقة للتزاوج والولادة، وذلك لأن المياه في منطقة الخليج أكثر هدوءا وأكثر دفئا مما كانت عليه في عرض المحيط. كما يمكن أن يشاهد الحوت القاتل على شواطئ المناطق المفتوحة.
يسكنها الجزء الداخلي من شبه الجزيرة التي غوناغو ورهيا والماراس. وهناك درجة عالية من التنوع ومجموعة من الطيور تعيش في شبه الجزيرة فيوجد على الأقل 181 نوعا من الطيور 66 منها أمن الطيور المهاجرة.
- مشاهدة الحيتان
- البطريق الماجلانيs
- حيوان المدرع
- غوناق بري